# Maurice Gautier
Pour les articles homonymes, voir Gautier.
Maurice Gautier est un homme politique français né le 30 décembre 1881 à Rouen (Seine-Inférieure) et décédé le 18 juin 1965 à Oissel (Seine-Maritime).

## Biographie
Fils d'un voyageur de commerce, abandonné par ses parents, il est élevé par l'Assistance publique. Ouvrier menuisier aux chemins de fer, dirigeant syndical de la Confédération générale du travail (CGT) en Seine-Inférieure, il est révoqué en 1920 pour faits de grève et devient représentant de commerce. Membre du Parti socialiste depuis 1906, puis du Parti communiste, il est élu député de Seine-Maritime en 1924. Battu en 1928 il est exclu du Parti communiste en 1929, il rejoint le Parti d'unité prolétarienne (PUP), puis la SFIO en 1937. Il est conseiller général pour le canton de Sotteville-lès-Rouen de 1928 à 1932 et maire d'Oissel de 1929 à 1941.

## Sources
- « Maurice Gautier », dans le Dictionnaire des parlementaires français (1889-1940), sous la direction de Jean Jolly, PUF, 1960 [détail de l’édition]